# Teatar kabare Tuzla
Teatar kabare Tuzla (TKT) je hrvatska kazališna pozornica iz BiH osnovana 2002. pri Hrvatskom teatru Soli.
Nalazi se u Zavnobiha 13, Tuzla. Teatar kabare Tuzla predstavlja jednu vrstu platforme studentima Akademije dramskih umjetnosti. Na pozornici ovog Teatra studenti izvode diplomske predstave, monodrame, završne radove itd. Trenutačno izvode šest repertoarskih predstava, a godišnje produciraju pet premijernih izvedbi. Kazalište je za izvedbene umjetnosti.
Teatar kabare Tuzla od 2003. organizira godišnji festival akademskog kazališta TKT FEST.

## Vanjske poveznice
- [/www.teatarkabare.ba/ Teatar kabare Tuzla]
- Teatar kabare Tuzla - Facebook